# Arlington (Ohio)
Arlington es una villa ubicada en el condado de Hancock en el estado estadounidense de Ohio. En el Censo de 2010 tenía una población de 1455 habitantes y una densidad poblacional de 698,73 personas por km².

## Geografía
Arlington se encuentra ubicada en las coordenadas 40°53′38″N 83°39′11″O / 40.89389, -83.65306. Según la Oficina del Censo de los Estados Unidos, Arlington tiene una superficie total de 2.08 km², de la cual 2.08 km² corresponden a tierra firme y (0%) 0 km² es agua.

## Demografía
Según el censo de 2010, había 1455 personas residiendo en Arlington. La densidad de población era de 698,73 hab./km². De los 1455 habitantes, Arlington estaba compuesto por el 98.9% blancos, el 0.27% eran afroamericanos, el 0.14% eran amerindios, el 0.07% eran asiáticos, el 0% eran isleños del Pacífico, el 0.14% eran de otras razas y el 0.48% pertenecían a dos o más razas. Del total de la población el 0.82% eran hispanos o latinos de cualquier raza.